# Jardim Zoológico de Curitiba
O Jardim Zoológico de Curitiba é um zoológico localizado na cidade de Curitiba, capital do estado brasileiro do Paraná. Está situado dentro do Parque Regional do Iguaçu, o maior parque urbano do país, com 8 milhões de metros quadrados e considerado um santuário ecológico para muitas espécies. O Parque é cortado pelo rio Iguaçu, que forma campos inundados e matas ciliares em suas margens, além de bosques naturais.

## História
O atual zoológico foi inaugurado no dia 28 de março de 1982, recebendo os animais que estavam instalados dentro do Passeio Público (além do parque mais antigo da cidade, o Passeio Público é considerado o primeiro zoológico de Curitiba).

## Infraestrutura
O zoológico ocupa uma área de 589 mil m² e possui exemplares da fauna de todas as partes do mundo. São leões, tigres, chimpanzés, hipopótamos, girafas, zebras, camelos, grous, ariranhas e dezenas de outras espécies, que representam aproximadamente 1.500 animais (número de 2017). Com as condições ideais de tratamento, a instituição possibilita a reprodução em cativeiro de animais como a lontra, o bisão, o lobo-guará, a arara-de-colar e a ararajuba. 

### Para visitação
Para os visitantes, além dos animais expostos em recintos apropriados, o zoo oferece o "Centro de Educação Ambiental", onde acontecem aulas de educação ambiental e um pequeno acervo de animais nativos taxidermizados (empalhados). Também tem a "Casa do Acantonamento", que entre outras atividades, fornece, ou mantem, uma equipe especializada para atividades com alunos de escolas, elabora oficinas ambientais internas e externas, visitas orientadas como o "Noite no Zôo" ou atividades externas, como "Teatro na Escola" ou o "Zôo vai à Escola".
Lanchonetes, banheiros, abrigos e um mirante de 40 metros de altura completam a infraestrutura, além de um amplo estacionamento.
Com toda esta estrutura, o zoo de Curitiba está classificado entre os 5 maiores zoológicos do Brasil.

## Animais
No final de 2010, o zoo recebeu novos moradores: dois filhotes de lontra e um de babuíno que nasceram dentro do zoológico. A Lontra longicaudis (machos batizados de Adolfo e Astolfinho) é uma espécie ameaçada de extinção e é muito raro o nascimento em cativeiro. O Zoológico de Curitiba foi um dos primeiros no país a ter sucesso na reprodução de lontras. O primeiro nascimento da espécie aconteceu no começo da década de 1990. O pai do babuíno que nasceu, foi incorporado ao zoológico em 2008, quanto foi entregue pelo IBAMA vindo de um circo de Foz do Iguaçu, onde o animal sofria maus tratos.
No dia 16 de agosto de 2011, faleceu a moradora mais antiga do zoológico até então. A chimpanzé Imperatriz (1964-2011) morreu de causas naturais e morava no zoo desde 1981, após ter sido resgatada de um circo no qual sofria maus tratos. Desde 2009, dividia seu recinto com Bob, um macho da mesma espécie.
Em 2013, 19 antílopes (16 fêmeas e três machos) que viviam no zoo desde 1998, morreram quando foram transferidos de recinto.
Entre os mais de 1500 moradores do zoo que vivem, ou viveram, estão:
- chimpanzé Imperatriz (1964-2011): moradora do zoo desde 1981, morreu em 2011.[10]
- leão Simba (2002-2020): resgatado ainda filhote em uma residência, chegou ao zoo em 2002. Morreu em 2020[11]
  - Leo, Leona e Nala: leões irmãos que nasceram no zoo em 2006, filhos de Diana e Simba.[12] O canal RPC TV propôs uma campanha para escolher os seus nomes, na ocasião.
- leão Rawell: entregue ao zoológico em 2014 pelo IBAMA, depois de um sequestro que repercutiu nacionalmente. Tornou-se o principal felino do local, depois da morte de Simba.[13][14][15][16]
- girafa Pandinha (1989-2022): a girafa nasceu no zoo de Curitiba e ao completar 30 anos, em 2019, era a quarta girafa mais velha no mundo.[17]
- hipopótamos Charlene (2003-), Dino, Penélope II (2013-) e Glória (2013-): família com mãe e duas filhas que nasceram no zoo de Curitiba e o pai, Dino, que veio transferido do zoológico de Sapucaia (RS) em 1997.[18][19] Charlene já tinha dado a luz a outros três filhotes dentro do zoo, que foram rejeitados e a própria mãe os matou.[20]
- chimpanzé Bob: vive no zoo desde 2008, quando foi resgatado de um circo e vivida em Pomerode (SC).[21]
- onças, Maia, Apolo e Áries (2008-): família de onças, os pais Maia e Apolo, transferidos de Manaus e o filho, Áries, que nasceu no zoo em 2008.[22]
- urso-de-óculos, Andy (2005-2019): morreu em 2019, aos 14 anos, devida as complicações de uma cirurgia. Viveu 13 anos no zoo, depois de transferido de um zoológico do interior de São Paulo, em 2006.[23][24]
- tigre de bengala Shogun (2002-2013): vivia no zoo desde 2011. O animal foi doado ao zoo pelo Beto Carrero World, transferido por problemas de saúde, como nos rins e na coluna vertebral.[25]
- lontras: Iberê (2020-) nasceu no zoo em 2020 e é filho do casal Bella e Canauã. O primeiro filhote de lontra que nasceu no zoo de Curitiba, foi no ano de 1990.[26]
- macaco monocarvoeiro ou muriquis-do-sul: o zoo de Curitiba é um dos dois únicos zoológicos especializado na reprodução da espécia (o outro é o Zoo de Sorocaba, em São Paulo). A espécie ameaçada de extinção, ganhou mais um indivíduo, em março de 2020, filho do casal Aguirre e Fernanda.[27][28]
- tigre Tom (≅ 2000-2021): um dos mais visitados, chegou no zoológico em 2014, depois de seus tutores entregaram o animal para o IBAMA. Estes tutores adotaram o Tom, ainda pequeno, depois que o circo em que o tigre vivia e era uma das atrações, resolveu acatar a lei n° 7.291-A do governo federal. Tom teve 3 filhos e um deles participou da novela Amor Eterno Amor.[29]